# عزيز (حديث)
الحديث العزيز هو الحديث الذي لم يقل عدد رواته عن اثنين، وإن زاد عنه في بعض الطباق.

## العزيز في اللغة
مأخوذ من عزَّ إذا قوي، وله معاني أُخرى، منها القوة، والغلبة، والامتناع، لكن الذي يهمنا في باب المصطلح هو المعنى الأول وهو القوة.

## في الاصطلاح
هو ما رواه اثنان عن اثنين عن اثنين إلى أن يصل إلى منتهى السند.
لا يشترط أن يكون مرفوعاً، فيشمل المرفوع، والموقوف، والمقطوع.

## وجه تسميته عزيزاً
لأنه قوي برواية الثاني، وكلما كثُرَ المخبرون ازداد الحديث أو الخبر قوة، فإنه لو أخبرك ثقة بخبر، ثم جاء ثقة آخر فأخبرك بنفس الخبر، ثم جاءك ثالث، ثم رابع، فأخبروك بالخبر، لكان هذا الخبر يزداد قوة بازدياد المخبر به.
وقوله .
أما لو رواه اثنان عن واحد عن اثنين عن اثنين إلى منتهاه فإنه لا يسمى عزيزاً، لأنه اختل شرط، في طبقة من الطبقات، وإذا اختل شرط ولو في طبقة من الطبقات اختل المشروط.

## هل العزيز شرطٌ للصحيح؟
- قيل بأن العزيز ليس شرطاً للصحيح.

- وقال بعض العلماء: بل إنه شرط للصحيح، لأن الشهادة لا تقبل إلا من اثنين، ولا شك أن الحديث عن النبي أعظم مشهود به، ولهذا فإن من كذب على النبي متعمداً يتبوأ مقعده من النار.

## وصلات داخلية
- حديث نبوي

## روابط خارجية
- كتب الحديث في موقع الإسلام
- مكتبة مشكاة
- مكتبة صيد الفوائد
- لمحة عن تاريخ علم الحديث من إسلام أونلاين
- مكتبة الحديث النبوي الشريف
- الإحكام في الأحكام